# Claudiu-Augustin Ilișanu
Claudiu-Augustin Ilișanu (n. 25 august 1984, Bacău, România) este un deputat român, ales în 2016.